# Aire urbaine de Lalinde
 (juin 2025).
Motif : Non respect de Wikipédia:Notoriété des collectivités locales et divisions administratives françaises.
- Archive Wikiwix
- Bing
- Cairn
- DuckDuckGo
- E. Universalis
- Gallica
- Google
- G. Books
- G. News
- G. Scholar
- Persée
- Qwant
- (zh) Baidu
- (ru) Yandex
- (wd) trouver des œuvres sur Wikidata

| 1. | Préciser le motif de la pose du bandeau. | Précisez le motif de la pose du bandeau en utilisant la syntaxe suivante : {{admissibilité à vérifier\|date=juin 2025\|motif=remplacez ce texte par le motif}}                               |
| 2. | Informer les utilisateurs concernés.     | Pensez à avertir le créateur de l'article, par exemple, en insérant le code ci-dessous sur sa page de discussion : {{subst:avertissement admissibilité à vérifier\|Aire urbaine de Lalinde}} |

L'aire urbaine de Lalinde était une aire urbaine française constituée autour de la ville de Lalinde, en Dordogne.
En 2020, l'Insee définit un nouveau zonage d'étude : les aires d'attraction des villes en remplacement des aires urbaines. Lalinde en est dépourvue.

## Caractéristiques
L'aire urbaine de Lalinde était composée de cinq communes, toutes situées en Dordogne.
Son pôle urbain était l'unité urbaine de Lalinde, formée des cinq mêmes communes.

### Communes
Selon la délimitation de 2010, les communes appartenant à l'aire urbaine de Lalinde étaient Bayac, Couze-et-Saint-Front, Lalinde, Lanquais et Varennes.

## Évolution démographique
L'évolution démographique ci-dessous concerne l'aire urbaine selon le périmètre défini en 2010.
| 1968  | 1975  | 1982  | 1990  | 1999  | 2007  | 2012  | 2017  |
| ----- | ----- | ----- | ----- | ----- | ----- | ----- | ----- |
| 5 428 | 5 314 | 5 034 | 5 042 | 4 948 | 5 030 | 5 039 | 4 824 |